# Rechavam Amir
Rechavam Amir (hebrejsky: רחבעם עמיר, rodným jménem Rechavam Zabludovski; 1. ledna 1916 – 4. dubna 2013) byl izraelský diplomat, státní úředník a výsadkář, který se během druhé světové války zúčastnil tajné vojenské mise v Evropě.

## Biografie
Narodil se ve Vilniusu v carském Rusku (dnešní Litva) a již od dětství se mu dostalo sionistického vzdělání. V roce 1935 podnikl aliju do britské mandátní Palestiny, kde žil zprvu v jeruzalémské čtvrti Bejt ha-Kerem. Tam též vystudoval učitelský seminář pod vedením Ben Cijon Dinura. Po jeho absolvování odešel učit do osady Javne'el v Galileji, kde se seznámil se svou budoucí manželkou Avital Brandstatterovou. V roce 1939 se na žádost Hagany přestěhoval do Tel Avivu, kde učil na základní škole Grec.

## Služba vHaganě
Členem Hagany se Amir stal koncem roku 1936 a zúčastnil se jednoho z jejích prvních kurzů pro operátory rádiových vysílačů, který se konal tajně v kibucu Ajelet ha-Šachar v Horní Galileji. V době jeho působení v Javne'elu sloužil jako spojka mezi osadou a vedením Hagany.
V roce 1941 se od Elijahu Golomba dozvěděl o existenci tajné mise, v jejímž rámci by mohl být vyslán jako výsadkář za nepřátelské linie v Evropě. V zimě téhož roku byl vyslán na britské velitelství v Káhiře, kde podstoupil další kurz pro operátory vysílače. V únoru 1942 již podobný kurz v Káhiře vedl. Zároveň se připravoval na misi samotnou a podstoupil Brity organizovaný výsadkářský výcvik. Kvůli řadě různých důvodů byl začátek jeho mise posouván, a to až do října 1943, tj. asi měsíc po svatbě s Avital. Amir se následně nalodil na loď v Alexandrii, na níž odplul do italského města Bari. Koncem prosince byl na motorové torpédové lodi převezen na ostrov Vis v Jaderském moři, který byl jediným ostrovem ovládaným jugoslávskými partyzány Josipa Tita. Během svého tříměsíčního působení na ostrově se setkal s dalšími dobrovolníky z mandátní Palestiny, ale i s židovskými uprchlíky z Jugoslávie.
Na jaře 1944 se vrátil na Bari v rámci příprav na jeho původní misi. Byl povýšen na nadporučíka a v noci z 12. na 13. května 1944 seskočil nad Jugoslávií, v oblasti jihovýchodně od Lublani. Jeho oficiálním úkolem bylo najít ztracené britské vojáky, kteří v oblasti seskočili v minulosti, zlepšit rádiové komunikační systémy na velitelství partyzánů a cvičit je ve vysílání a dekódování. Dále byl instruován, aby navázal komunikaci s velitelstvím na Bari. Neoficiálním úkolem pak bylo pomoci židovským uprchlíkům. V září 1944 se vrátil zpátky do Bari, odkud přivezl do Jugoslávie další vybavení. Koncem roku se vrátil zpět do mandátní Palestiny.
Po svém návratu se stal členem zpravodajské služby Hagany – Šaj, a to nejprve v Tel Avivu a později v Haifě. V té době byl rovněž ředitelem jedné haifské základní školy. Po vzniku Izraele v květnu 1948 byl jmenován vojenským guvernérem města Akko a západní Galileje.

## Státní správa a diplomacie
V letech po vzniku Izraele začal působit na ministerstvu zahraničních věcí, kde šéfoval personálnímu a administrativnímu oddělení. Z této pozice byl v létě 1953 zodpovědný za přestěhování ministerstva z Tel Avivu do Jeruzaléma. V srpnu téhož roku byl jmenován izraelským generálním konzulem ve Spojeném království. Po pět následujících let pracoval a žil s rodinou v Londýně.
Koncem roku 1958 se stal vedoucím izraelské diplomatické mise v Polsku. Po tříletém působení v Polsku se vrátil zpět do Izraele, kde zastával několik postů na ministerstvu zahraničí. V roce 1963 začal pracovat v úřadu premiéra a tehdejší ministerský předseda David Ben Gurion jej jmenoval svým poradcem ve věci arabských záležitostí. V úřadu pokračoval i po Ben Gurionově rezignaci a nástupu Levi Eškola. V roce 1964 koordinoval návštěvu papeže Pavla VI.
V letech 1965 až 1968 působil v Židovské agentuře, kde vedl oddělení židovské výchovy a diaspory. V roce 1968 se vrátil do diplomatických služeb a po tři roky byl izraelským generálním konzulem v New Yorku. Následně v letech 1971 až 1975 zastával post izraelského velvyslance v Thajsku. Za jeho působení v Bangkoku podnikla palestinská teroristická skupina Černé září v prosinci 1972 útok na izraelské velvyslanectví a všechen jeho personál zajala jako rukojmí. Amir, který byl v té době na oslavě v královském paláci, se následně zúčastnil intenzivního vyjednávání s únosci, kteří nakonec (po intervenci thajského krále a egyptského velvyslance) rukojmí propustili.
Po svém návratu do Izraele v roce 1975 byl jmenován šéfem protokolu a byl tak zodpovědný za oficiální státní návštěvy, mimo jiné i za historickou návštěvu amerického prezidenta Jimmy Cartera a egyptského prezidenta Anwara Sadata v Jeruzalémě v roce 1977. Následně působil v letech 1979 až 1982 jako velvyslanec ve Finsku.
Po odchodu do penze byl i nadále aktivní a předával své vědomosti, a to například během spolupráce s jeruzalémským starostou Teddy Kollekem, či z pozice člena správních rad učitelského ústavu Davida Jelina nebo Ben Gurionovy univerzity v Negevu.